# Potoczek (powiat zamojski)
Potoczek – wieś w Polsce położona w województwie lubelskim, w powiecie zamojskim, w gminie Adamów.
Miejscowość była przejściowo siedzibą gminy Suchowola. W latach 1975–1998 miejscowość należała administracyjnie do województwa zamojskiego.
Wieś jest sołectwem w gminie Adamów. Według Narodowego Spisu Powszechnego z roku 2011 wieś liczyła 193 mieszkańców i była dwunastą co do liczby ludności miejscowością gminy.
Wierni Kościoła rzymskokatolickiego należą do parafii Zesłania Ducha Świętego w Krasnobrodzie.
W Potoczku znajduje się zabytkowy kościół pw. św. Stanisława z 1805 r. (dawniej cerkiew greckokatolicka, później prawosławna).

## Historia
Według Słownika geograficznego Królestwa Polskiego Potoczek w wieku XIX to wieś w powiecie zamojskim, gminie Suchowola, parafii katolickiej w Krasnobrodzie, obrzędu wschodniego w miejscu. Leży w górzystej i lesistej okolicy, o 21 wiorst na południowy wschód od Zamościa. W 1880 roku wieś posiadała 2 domy dworskie 37 włościańskich z obszarem 519 mórg. Ludność 147 mieszkańców wyznania rzymskokatolickiego i 165 prawosławnych. We wsi jest cerkiew drewniana gontem kryta, zbudowana kosztem rządu w 1870 roku dla parafii obejmującej 654 wiernych.
W 1827 r. było 36 domów i 243 mieszkańców.
Cerkiew tutejsza, dawniej grecko-unicka, nieznanej daty powstania, miała filialną cerkiew w Szewni (odleglej o 4 wiorsty).
Spis z roku 1921 wykazał we wsi 67 domów oraz 424 mieszkańców, w tym 4 Żydów i 102 Ukraińców. W okresie międzywojennym Potoczek byt siedzibą gminy Suchowola w powiecie zamojskim.